# 제타미디어
제타미디어는 나우콤에서 운영하던 (주)나우콤(現 SOOP, 舊 아프리카TV)의 웹스토리지, PCC 사업부문을 물적분할하여 설립된 회사이다.

## 서비스
- 비플릭스 - 무료 영화 스트리밍 서비스
- 키비 - 유아, 어린이 전용 동영상 클라우드 서비스
- ozzio드라이브 - 일본 PC데포 클라우드 B2B
- 자비스 솔루션 - 인공지능을 이용한 배우 출연장면 식별 솔루션
- 세컨드라이브 - 국내최초 개인용 클라우드
- 지픽 - 맞춤형 추천 솔루션
- 클럽박스
- 피디박스